# Teith

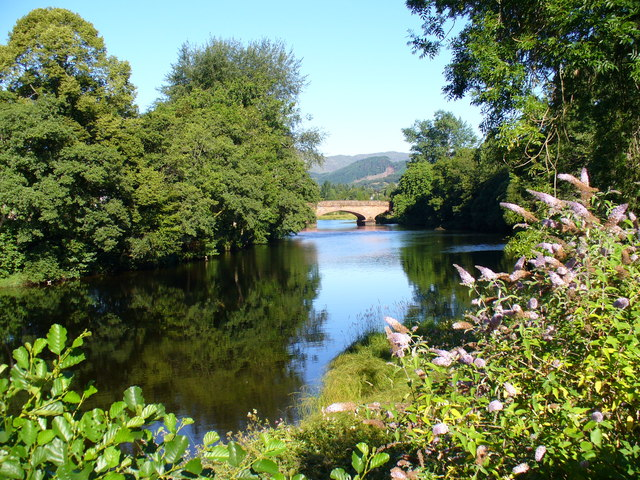
Teith vid Callander.

Teith (skotsk gaeliska: Uisge Theamhich, betyder ungefär "det lugna vattendraget") är en 113 kilometer lång flod i centrala Skottland som utgör en biflod till Forth. Den har sin källa vid sammanflödet av vattendragen Garbh Uisge (Leny) och Eas Gobhain vid orten Callander och rinner ut i Forth nordväst om Stirling.